# El oso y el dragón
El oso y el dragón es una novela de carácter político escrita por Tom Clancy, protagonizada por Jack Ryan. Fue publicada en el año 2000.

## Introducción a la historia
En el libro, Jack Ryan es el presidente de los Estados Unidos. Luego de que Rusia descubre yacimientos de petróleo del tamaño del Golfo Pérsico, y depósitos de oro igual de grandes, pareciera que la frágil economía rusa tiene salvación. China decide acelerar su plan de atacar Siberia, el cual había sido originalmente postpuesto luego de la derrota japonesa en el libro Deuda de Honor.

## Resumen del libro
Un equipo de CNN captura el asesinato en China de Renato Cardinal di Milo, el nuncio apostólico en Pekín, y del pastor chino Yu Fa An. Ellos intentaron impedir que las autoridades chinas provocaran un aborto forzado a un miembro de la congregación de Fa An. Como resultado, el mundo occidental boicotea el comercio con China. Puesto que le economía china estaba ya en problemas debido a una dramática expansión en su poder militar, China decide acelerar su plan de invadir Siberia para acceder a sus abundantes reservas de petróleo y oro. Como parte del plan, intentar asesinar a la mano derecha del presidente ruso, Sergey Golovko, y planean asesinar al presidente, Grushavoy. Sin embargo, la CIA ha logrado implantar un software secreto en la computadora de la secretaria de uno de los miembros del politburo chino, logrando así obtener información de inteligencia sobre las intenciones chinas.
En un intento por disuadir a los chinos de invadir Rusia, Ryan persuade a la OTÁN para admitir a Rusia en la organización. China decide, aun así, invadir. Sin embargo, las fuerzas rusas, lideradas por el General Bondarenko, logran detener el avance de los chinos, mediante la estrategia de guerra de maniobras, en donde los rusos, en desventaja numérica y táctica, dejan a los chinos avanzar hasta un punto en que montan la emboscada perfecta. Esto, ayudado por la asistencia técnica de los Estados Unidos, y el corte del canal de suministros de los chinos hacia el norte, pone en jaque mate a las tropas chinas. Al tiempo en que esto sucede, Ryan decide transmitir en vivo por Internet el video de los aviones Dark Star, aeronaves no tripuladas que capturan el video de la zona de combate y lo transmiten vía satélite. Esto lo hacen como medio para contrarrestar la propaganda falsa que promueve el partido comunista en China.
A como los chinos empiezan a perder la guerra, el politburo decide preparar sus ICBM's para un potencial lanzamiento. Una operación especial conjunta entre los Spetznaz rusos y el equipo de Rainbow Six, liderados por John Clark, es despachada para destruir las instalaciones de estos misiles balísticos intercontinentales. La operación logra destruir todos excepto uno de los misiles, el cual es lanzado exitosamente hacia Washington D. C.. Debido a esto, la familia presidencial es evacuada de emergencia, pero Ryan decide, a último minuto, abordar una nave de la armada, el USS Gettysburg, un crucero AEGIS estacionado en Washington. Ryan presencia como el personal del crucero logra destruir en el último minuto el ICBM, justo antes de que destruyera la ciudad de Washington D. C..
Mientras tanto, la cobertura en vivo de CNN previo a la cercana destrucción de Washington D.C es vista por millares de chinos. Tarde en la noche, un grupo de miles de estudiantes, enardecidos por la forma en que ha actuado su gobierno, marchan a la Plaza de Tian'anmen e invaden exitosamente el politburó, el cual se encontraba en ese momento en una reunión de emergencia. Un miembro reformista del politburó, Fang Gan, toma el control del caído gobierno y ordena arrestar a los hombres detrás de la invasión contra Rusia, el primer ministro Xu Kun Piao, el ministro Zhang Han San y el mariscal Luo Cong. Fang ordena la retirada de las operaciones militares en Rusia en Siberia.